# Kiełpiński Ostrów
Kiełpiński Ostrów (niem. Kölpin Werder) – polska wyspa śródlądowa znajdująca się na Odrze w Policach. Znajduje się pomiędzy Domiążą, Wąskim Nurtem, Jasienicą oraz Polickim Nurtem. Teren wyspy jest bagnisty. Znaczną część powierzchni wyspy zajmuje składowisko fosfogipsów.